# Rastakhiz (film)
Pour plus de détails, voir Fiche technique et Distribution.
Rastakhiz (رستاخیز, litt. « Résurrection ») est un film iranien réalisé par Ahmad Reza Darvish sorti en 2014.
L'histoire raconte la bataille de Kerbala et Achoura.

## Fiche technique
- Titre original persan : Rastakhiz, رستاخیز (litt. « Résurrection »)
- Réalisation et scénario : Ahmad Reza Darvish
- Décors : Taghi Aligholizadeh
- Photographie : Hossein Jafarian
- Montage : Tariq Anwar
- Musique : Stephen Warbeck
- Production :
- Société de production : Farabi Cinema Foundation (autres sponsors)
- Budget :
- Pays d'origine :  Iran
- Langue : iranien
- Format :
- Durée : 150 minutes
- Date de sortie : 2014

## Distribution
- Arash Aasefi
- Anoushirvan Arjmand
- Leila Bloukat
- Ahmad Reza Darvish
- Shaghayegh Farahani
- Farhad Ghaemian
- Zohreh Hamidi
- Babak Hamidian
- Parviz Pour Hosseini
- Mahtab Keramati
- Soroush Goudarzi
- Mir Taher Mazloomi
- Hassan Pourshirazi
- Pouria Poursorkh
- Kourosh Zarei
- David Sterne
- Talhat Hamdi
- Dawood Hussain
- Yusuf Shekarchi
- Foad Ebrahim
- Jamal Soleiman
- Rezvan Aghili
- Fawaz Sarwar
- Ghader Pezeshki
- Yavar Ahmadifar
- Behnam Tashakkor
- Anoush Moazami
- Kourosh zarei
- Ali Abbasi
- Amir Molavi
- Ali Javidfar
- Saeed Alipour
- Hamid Jadidi
- Mohammad Reza Haghgoo
- Babak Vali
- Reza Akbari Arateh
- Ebrahim Soltan Ali
- Khalilullah Khajeh Nezam
- Hossein Madadi
- Pejman Jafari Samarghandi
- Mahmoud Mohkami